# Amadeus von Lausanne

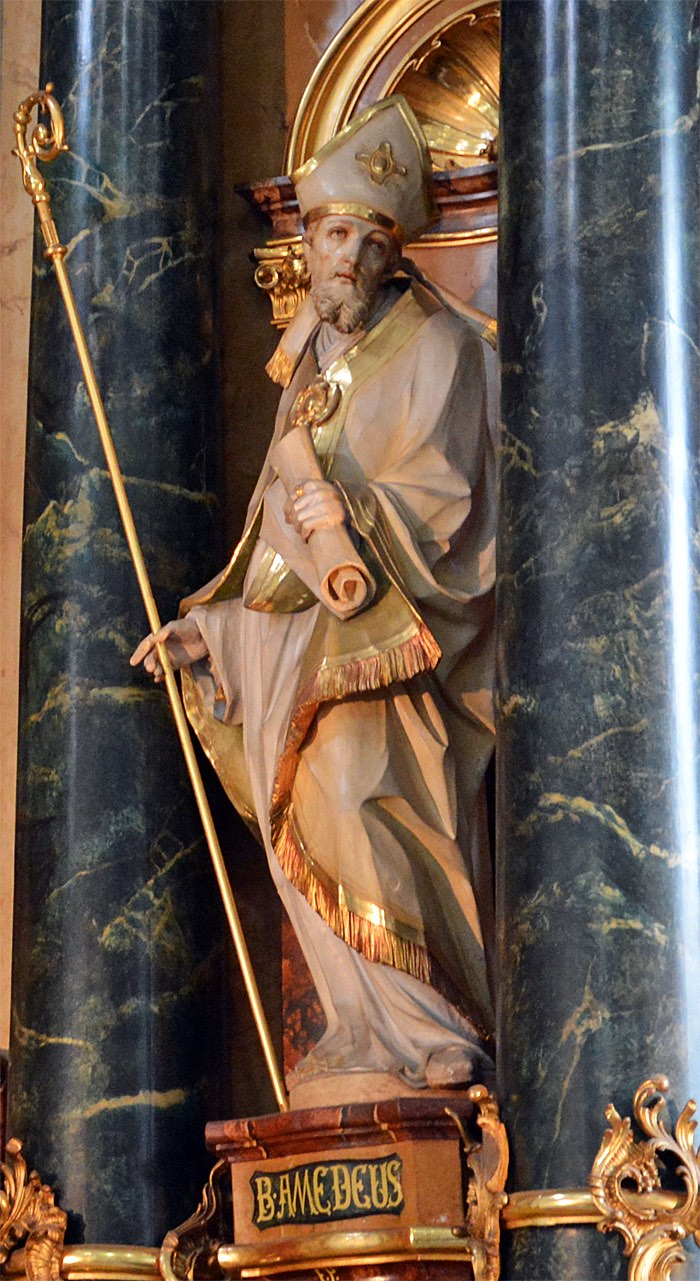
Bischof Amadeus von Lausanne, Figur in der Klosterkirche von Eschenbach LU

Amadeus von Lausanne (* um 1110 auf Schloss Chatte westlich von Grenoble; † 27. August 1159 in Lausanne) war Zisterzienser, Abt von Hautecombe und katholischer Bischof von Lausanne.

## Leben und Frömmigkeit

### Herkunft, Jugend und Ausbildung
Amadeus stammte aus adeligen Verhältnissen und wurde wahrscheinlich im Jahr 1110 als Sohn des Grafen Amadeus des Älteren von Clermont geboren. Nach dem frühen Tod seiner Mutter kam er bereits im Alter von zehn Jahren in die Zisterzienserabtei Bonnevaux, in die auch sein Vater eintrat, zur Erziehung und Unterweisung. Um eine noch bessere Ausbildung für seinen Sohn zu gewährleisten, entschied sich der Vater 1121, mit ihm nach Cluny überzutreten. Bald wechselte Amadeus von dort an den Hof von Kaiser Heinrich V., um im Kriegshandwerk unterwiesen zu werden und so die Grundlagen für die damals übliche Karriere eines Adeligen zu legen. Da er daran wenig Gefallen fand und sich zum Mönchtum hingezogen fühlte, trat er 1125 ins Kloster Clairvaux ein, wo er ein Schüler des heiligen Bernhard war.

### Abt von Hautecombe
1139 wurde er zum Abt der neu gegründeten Abtei Hautecombe in Savoyen bestimmt, der 200 Mönche angehörten. Amadeus verlegte den Konvent vom ursprünglichen Standort an einen abgelegeneren Ort am See von Bourget und führte ihn dank seiner ausgezeichneten Organisationsfähigkeit, seiner Prinzipientreue, Frömmigkeit und wissenschaftlichen Ausbildung zu großer geistlicher Reife und zu weltlichem Wohlstand.

### Bischof von Lausanne
1144 wurde Amadeus von Papst Lucius II. zum Bischof von Lausanne ernannt, wobei er dieser Ernennung nur widerwillig folgte. Die Bischofsweihe erhielt er am 21. Jänner 1145. Sein Episkopat war gekennzeichnet von Bemühungen um innere und äußere Stabilität in der Diözese, insbesondere der Abwehr ungerechter Angreifer von außen. Es gelang ihm, den Grafen Amadeus von Genf, der in seiner Rolle als Schirmvogt von Lausanne die Stadt und das Bistum ausnützte und bedrückte, zu vertreiben und durch viele Widerstände hindurch, in denen er vor aufgehetzten Bürgern vorübergehend aus der Stadt fliehen musste, Berthold IV. von Zähringen als neuen Schirmvogt einzusetzen. Unter anderem dadurch konnte er die Privilegien und Rechte des Bistums erhalten und neue Freiheiten dazugewinnen. In pastoraler Hinsicht lag ihm vor allem die Ausbildung eines sowohl frommen als auch gebildeten Klerus am Herzen.
Wie aus Urkunden und anderen Quellen deutlich wird, pflegte Amadeus vielfältige Kontakte zur kirchlichen wie weltlichen Führungsspitze seiner Zeit. Unter anderem ist ein Austausch mit König Konrad III., mit Kaiser Friedrich I. Barbarossa, aber auch mit dem Zisterzienserpapst Eugen III., den er schon aus seiner Zeit in Clairvaux kannte, bezeugt. Außerdem war er einige Zeit als Vormund für den noch minderjährigen, später seliggesprochenen Humbert III. von Savoyen eingesetzt, dessen Vater Amadeus III. vom Zweiten Kreuzzug nicht mehr zurückgekehrt war.

### Spiritualität
Amadeus war ein zutiefst frommer Mensch. Während der Zeit als Bischof zog er sich gerne privat zum Gebet zu seinen Ordensbrüdern in die Abtei Haut-Crêt 15 km östlich von Lausanne zurück. Neben seiner großen Marienfrömmigkeit ist von ihm auch eine tiefe Verehrung der heiligen Agnes bekannt, auf deren Gedenktag, den 21. Jänner, mit der Geburt, dem ersten Schultag, dem Eintritt in das Noviziat, der Ablegung der Gelübde, der Abtsbenediktion sowie der Bischofsweihe wichtige Ereignisse aus seinem Leben fielen.

### Tod und Verehrung
Amadeus von Lausanne starb 1159 im Alter von 49 Jahren in seiner Bischofsstadt, wo er im Dom vor dem Kreuzaltar beigesetzt ist. Die Verehrung wurde 1710 von Papst Clemens XI. genehmigt und im Jahr 1903 nochmals bestätigt, obwohl bis heute keine Kanonisation erfolgt ist. Gedenktag ist der 27. August, sein Todestag.

## Werke

### Marienhomilien
Bekannt ist Amadeus vor allem dank seiner erhaltenen acht Marienpredigten, die er zum Lob der Jungfrau Maria verfasst hat und aufgrund derer er als Hauptvertreter der Marienfrömmigkeit im 12. Jahrhundert bezeichnet werden kann, auf die seine Ausführungen großen Einfluss genommen haben. Bemerkenswert ist vor allem die 7. Homilie, wo er ein Zeugnis für die leibliche Aufnahme Mariens in den Himmel gibt, das von Papst Pius XII. in seine Apostolische Konstitution Munificentissimus Deus vom 1. November 1950 aufgenommen wurde.